# 亞歷山大第134B號原住民保留地
亞歷山大第134B號原住民保留地（Alexander 134B），或簡稱亞歷山大 134B，是一個位於加拿大亞伯達省伍德蘭德斯縣，亞歷山大族的加拿大原住民保留區，屬於第八號編序條約地。

## 資料來源
1. ↑  . Crown–Indigenous Relations and Northern Affairs Canada. Government of Canada.   [August 12, 2019].
2. ↑  Government of Alberta.  (地图). AltaLIS. 2019.